# Бахфандаг
Бахфандаг (осет. Бæхвæндаг, груз. ბახფანდაგი) — перевал на высоте 2925 м, через Главный Кавказский хребет в западной части Большого Кавказа. Проходит от Мамисонского перевала до Крестового. По перевалу проходит государственная граница Россия (Республика Северная Осетия) — Южная Осетия либо Грузия.
По административно-территориальному делению частично признанной Южной Осетии Бахфандаг входит в Дзауский район согласно административно-территориальному делению Грузии — Джавский муниципалитет края Шида-Картли.

## Топографические карты
- Лист карты K-38-53 пер. Крестовый. Масштаб: 1 : 100 000. Состояние местности на 1987 год. Издание 1989 г.